# Thomas Baker
Thomas Charles Richmond Baker (Smithfield, 2 de Maio de 1897 – Ath, 4 de Novembro de 1918) foi um aviador australiano e ás da aviação durante a Primeira Guerra Mundial. Nascido em Smithfield, no sul da Austrália, na sua juventude foi atleta e desenvolveu interesse pela aviação. Mais tarde, foi contratado como escriturário pelo Banco de Nova Gales do Sul, antes de se alistar na Primeira Força Imperial Australiana em Julho de 1915, para prestar serviço na Primeira Guerra Mundial. Colocado numa unidade de artilharia na Frente Ocidental, foi condecorado com a Medalha Militar por realizar inúmeras reparações em linhas de comunicação que haviam ficado danificadas por fogo inimigo. Em Junho de 1917, Baker recebeu uma barra na sua condecoração por ter ajudado a extinguir um incêndio num poço de armamento e artilharia, que estava sob ameaça de explodir com 300 cartuchos explosivos e de fragmentação.
Em Setembro de 1917, Baker submeteu um pedido para se tornar mecânico no Australian Flying Corps (AFC). Em vez disso, foi seleccionado para receber instrução de voo e foi enviado para o Reino Unido para ser instruído. Em Março de 1918, graduou-se como piloto e promovido a segundo tenente. Colocado em França em Junho, Baker juntou-se ao Esquadrão N.º 4 do Australian Flying Corps. Durante os quatro meses seguintes, ele subiu até à patente de capitão e contabilizou 12 vitórias aéreas contra os alemães. No dia 4 de Novembro de 1918 foi abatido durante um combate aéreo, no qual faleceu. Em Fevereiro de 1919 foi condecorado postumamente com a Cruz de Voo Distinto.

## Juventude
Thomas Charles Richmond Baker nasceu em Smithfield, no sul da Austrália, no dia 2 de Maio de 1897, sendo o filho mais velho de Richmond Baker, um director escolar e agricultor, e da sua mulher Annie Martha. Ele recebeu a sua educação escolar no Colégio de São Pedro, em Adelaide. Durante os seus anos de escola, Baker era um atleta, participando em modalidades como remo, ténis e futebol, além de ser membro do corpo de cadetes. Na sua juventude, ele adquiriu um forte interesse na aviação, e a construção de pequenas maquetas e pequemos modelos de aviões tornou-se no seu passatempo principal. Tendo-se graduado em 1914, conseguiu emprego como escriturário no Banco de Nova Gales do Sul. Durante este tempo, ele tornou-se reserva do Exército Australiano.

## Primeira Guerra Mundial

### Primeira Força Imperial Australiana
No dia 29 de Julho de 1915, Baker alistou-se na Primeira Força Imperial Australiana para prestar serviço na Primeira Guerra Mundial. Foi colocado como reforço na 6ª Brigada de Artilharia com o posto de gunner, e embarcou em Melbourne a bordo do HMAT Persic no dia 22 de Novembro em direcção ao Egipto. À chegada, Baker foi colocado noutra unidade, a 16ª Bateria, antes de chegar a França e iniciar o cumprimento do seu serviço na Frente Ocidental. Depois de desembarcar em França, no dia 1 de Julho de 1916, Baker foi de imediato enviado para a ofensiva do Somme.

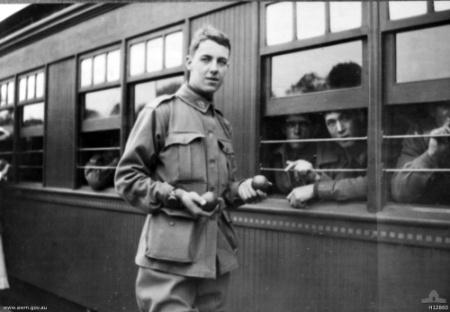
Thomas Baker à espera de um comboio para viajar da Austrália do Sul para Vitória, para receber treino militar

No dia 11 de Dezembro de 1916, Baker estava envolvido numa batalha, juntamente com a sua unidade, perto de Gueudecourt. Durante esta acção, ele foi nomeado para servir como telefonista com as equipas de observação da frente, equipas estas cuja missão era a de registar quando, onde, e o quão eficazes tinham sido os disparos de artilharia dos aliados. A sua posição durante esta altura situava-se na linha da frente australiana, uma posição que estava constantemente a ser observada pelos atiradores especiais alemães. Tentando manter as comunicações activas, Baker aventurou-se por quatro vezes durante esta batalha, em cada uma delas sob fogo da artilharia alemã, e reparou as linhas telefónicas em trinta sítios diferentes. Como consequência, a 16.ª Bateria foi capaz de alinhar a sua artilharia e destruir a trincheira da linha da frente dos alemães. Reconhecido pela sua coragem e pelo seu bom serviço e devoção à missão, Baker foi condecorado com a Medalha Militar. A atribuição desta condecoração foi publicada no London Gazette, no dia 19 de Fevereiro de 1917.
Em 1917, a 16ª Bateria foi transferida para o sector de Messines, na linha da frente da Bélgica. No dia 16 de Março, Baker deu entrada num hospital, apresentando estar doente; seis dias depois, voltou ao serviço. Durante a tarde de 21 de Junho, a posição da unidade foi alvo de um forte bombardeamento de artilharia, resultando na ordem para todos os homens evacuarem e procurarem abrigo. Como consequência do bombardeamento, a camuflagem que cobria um poço de armazenamento de munições e armamento pegou fogo, pondo em perigo centenas de munições e peças de armamento. O sargento mais graduado da bateria chamou imediatamente os homens para o ajudarem a apagar as chamas; Baker e três outros deram-se como voluntários. Apesar de o bombardeamento continuar, os quatro homens foram buscar água num poço que se situava ali perto, arriscando a sua vida pessoal. A camuflagem acabou por arder por completo, vários sacos de areia pegaram fogo e algumas munições arrebentaram. Como resultado das acções heróicas, os três homens que se voluntariaram com Baker foram propostos para receberam a Medalha Militar, e Baker uma barra à medalha que já possuía. A recomendação destas condecorações foi publicado no London Gazette no dia 21 de Agosto de 1917.

### Australian Flying Corps

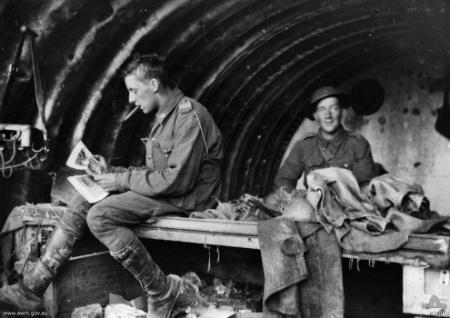
Baker e Harrison, da 16ª Bateria, a relaxar num abrigo, por volta de 1916

Em Setembro de 1917, Baker levou avante a sua ambição de se juntar ao Australian Flying Corps, e solicitou que fosse transferido para esta força aérea como mecânico. A sua solicitação foi um sucesso, embora ele não fosse seleccionado como mecânico mas sim como piloto; depois de ser aceite, foi colocado a receber instrução de voo. No mês seguinte embarcou para o Reino Unido, e foi colocado no Esquadrão de Treino N.º 5 como piloto cadete. No dia 27 de Março, Baker graduou-se como piloto do Australian Flying Corps e foi promovido a segundo tenente; no início do mês, ele tinha feito o seu primeiro voo sozinho. Em Maio, foi colocado num curso na Escola de Combate Aéreo e Armamento N.º 2.
Depois do curso, Baker embarcou para a França no dia 15 de Junho de 1918 e, no dia seguinte à sua chegada, foi colocado no Esquadrão N.º 4 do AFC e iria pilotar um Sopwith Camel. No dia 23 de Junho, ele realizou a sua primeira missão sob as linhas alemãs; quatro dias depois foi promovido a tenente. No dia 31 de Julho, Baker estava entre uma formação de sete aviões Camel cuja missão era a de patrulhar território na posse nos alemães. O grupo atravessou a linha alemã perto da floresta de Nieppe, e continuou em direcção a Estaires. Os aviões Camel foram interceptados por uma formação de aviões Fokker D.VII e, de imediato, toda a formação aliada mergulhou em direcção aos alemães. Durante este combate aéreo, Baker conseguiu abater um avião alemão, alcançando a sua primeira vitória aérea.
Ao longo de Agosto de 1918, o Esquadrão N.º 4 manteve um ritmo operacional elevado, à medida que os aliados lançavam uma nova ofensiva na Frente Ocidental. No dia 7 de Agosto, Baker e dois outros pilotos descolaram do aeródromo do seu esquadrão, em Reclinghem; os três aviões iam carregados com bombas pesadas. Quando estavam a voar por cima de Pont-du-Hem, o trio largou as suas bombas por cima de um conjunto de camaratas alemãs, e depois depararam-se com dois aviões Albatros D.V. Os três australianos investiram em direcção aos dois alemães. Baker atacou um, abrindo fogo com a sua metralhadora; danificou a asa do avião inimigo que acabou por ficar destruído. Nove dias depois, uma formação de 65 aeronaves foi reunida a partir dos esquadrões 88 e 92 da RAF dos esquadrões 2 e 4 da AFC. O objectivo desta reunião era o te realizar um grande ataque ao aeródromo alemão em Haubourdin. Esta formação estava equipada com uma grande variedade de armas incendiárias e explosivas, além de cada uma ter a sua metralhadora e munições. Liderada pelo capitão Harry Cobby, as aeronaves do Esquadrão N.º 4 foram as primeiras a atacar. A determinado momento, Baker perseguiu um veículo rodoviário que acabou por sofrer um acidente enquanto era perseguido. Mais tarde Baker disse "ninguém saiu do carro". O ataque, que foi o maior ataque aéreo até então realizado pelas forças aliadas, resultou num grande sucesso: as estimativas britânicas concluíram que 37 aviões alemães haviam ficado destruídos.

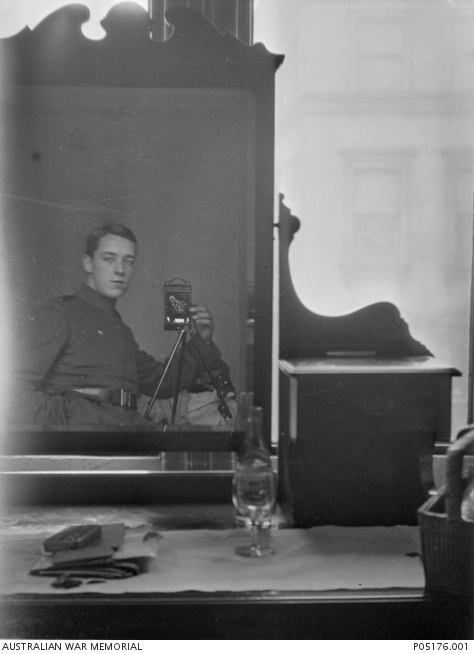
Fotografia de Thomas Baker que ele tirou a ele mesmo, usando uma câmera Kodak apontada para o seu reflexo num espelho

No dia 19 de Agosto, Baker liderou uma patrulha de seis aeronaves nos céus de Lys. Cinco dias depois, abateu um balão alemão aquando de uma missão sozinho e com más condições atmosféricas, conseguindo a sua terceira vitória aérea. No dia 30 de Agosto, Baker descolou para uma missão com os tenentes Roy King e Oscar Ramsay. Nos céus de Laventie, o trio deparou-se com três DFW C.V; Baker e King abateram, cada um, uma aeronave. Mais tarde, foi concedido a Baker uma dispensa de duas semanas para o Reino Unido. No final de Setembro, o Esquadrão N.º 4 foi transferido para Serny e foi equipado com aviões Sopwith Snipe. Na altura da conversão, Baker já havia atingido o status de ás da aviação com o Stopwith Camel, sendo creditado pelo abate de seis aviões alemães no início de Outubro.
Baker foi promovido temporariamente a capitão e nomeado comandante do Esquadrão N.º 4 no dia 24 de Outubro. Dois dias mais tarde, Baker e o tenente Thomas Barkell lideraram uma formação de nove aviões Snipe. Quando esta formação se aproximava de Tournai, interceptaram um grupo de 15 aviões Fokker D.VII. Os Snipe investiram contra a formação alemã, e Baker tentou atacar o líder da formação inimiga, mas as metralhadoras no seu avião ficaram encravadas. Numa segunda tentativa, conseguiu abater o Fokker. Ao todo, os australianos destruíram cinco aviões alemães antes de o confronto aéreo terminar.
No dia 28 de Outubro, Baker abateu mais três aviões alemães enquanto realizada duas patrulhas nos céus da Bélgica. Durante a segunda patrulha, ele abateu um Fokker, que despenhou-se fora de controlo, e depois abateu mais um nos céus de Ath. No dia seguinte, Baker estava novamente a descolar para uma ofensiva. Quinze aviões Snipe do Esquadrão N.º 4 foram escolhidos para realizar um voo de patrulha; já no ar, esta formação aliada deparou-se com um grupo de 60 aviões alemães que estava a atacar uma formação britânica. Baker liderou cinco aviões contra os alemães, contudo a confusão reinou nos céus. Baker conseguiu assistir um Snipe que estava a ser perseguido por dois aviões Fokker, tendo conseguido abater um deles. No dia 30 de Outubro, uma "actividade considerável" foi detectada no aeródromo alemão em Rebaix, e uma formação de aeronaves do Esquadrão N.º 2 ficou encarregue de bombardear a área; uma escolta, composta por onze aviões Snipe (incluindo um de Baker) do Esquadrão N.º 4 foi nomeada. Enquanto o bombardeamento estava a decorrer, vários aviões Fokke apareceram e foram interceptados pelos Snipe. Nesta batalha, Baker danificou criticamente um dos Fokker, o qual desceu até ao solo e bateu com a cauda no chão. Este Fokker viria a ser a 12ª e última vitória de Baker na guerra; eles havia obtido cinco vitórias num período de apenas 3 dias.
No dia 4 de Novembro de 1918, a Asa N.º 80 da RAF—da qual o Esquadrão N.º 4 fazia parte—descolou num esforço para "fazer pressão na retirada alemã pela estrada de Leuxe-Ath" e para bombardear o aeródromo na zona oriental de Leuze. Uma formação de aviões Snipe do Esquadrão N.º 4 foi utilizada como escolta quando o ataque inicial estava a ser realizado, e depois era da sua responsabilidade escoltar os bombardeiros de volta até às linhas aliadas. Contudo, quando os australianos estavam a realizar esta última tarefa, começaram a ser perseguidos por uma formação de doze aviões Fokker. Depois de dar avanço aos bombardeiros, os Snipe deram meia volta e confrontaram os aviões alemães. O combate aéreo durou dois ou três minutos; à medida que os Snipe se reagrupavam, descobriram que faltavam três pilotos, e Baker era um deles. Baker e o ás da aviação Arthur Palliser foram dados como desaparecidos, contudo mais tarde descobriu-se que, durante a batalha, ambos foram abatidos pelo piloto e ás da aviação alemão Karl Bolle.

## Legado

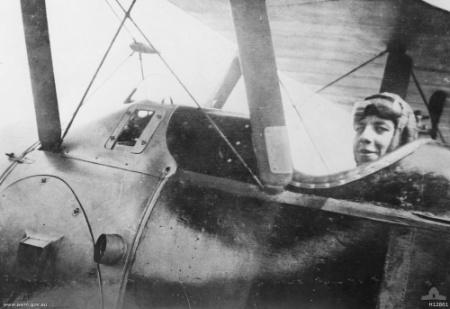
O Capitão Thomas Baker sentado no cockpit de um Sopwith Camel

Descrito como o "um dos mais valentes aviadores ... e ... um piloto acima da média" por um dos homens do seu esquadrão, Baker foi enterrado num cemitério na Bélgica. As suas vitórias aéreas (11 aviões destruídos e um balão) fizeram dele o quarto maior às do esquadrão, apenas atrás de Harry Cobby, Roy King e Edgar McCloughry. Um vitral na St John's Anglican Church, em Adelaide, é dedicado à sua memória. No dia 8 de Fevereiro de 1919, o London Gazette anunciou a condecoração póstuma de Thomas Baker com a Cruz de Voo Distinto:
Air Ministry, 8 de Fevereiro de 1919.
Sua Majestade o Rei teve graciosamente o prazer de conferir as condecorações abaixo mencionadas a oficiais e outras categorias da Real Força Aérea em reconhecimento da valentia em operações aéreas contra o inimigo: —
[...]
CONDECORADO COM A CRUZ DE VOO DISTINTO.
[...]
Tenente Thomas Charles Richmond Baker, M.M. (Australian F.C.). (FRANÇA)

Este oficial realizou cerca de quarenta ataques a baixa altitude contra tropas e aeródromos inimigos, e participou em inúmeras patrulhas ofensivas; além disto, destruiu oito máquinas inimigas. Em todas estas operações ele mostrou uma excepcional iniciativa e destreza, nunca hesitando em liderar a sua formação contra todas as adversidades, nem de se colocar a ele próprio em perigo.